# Жарко Обрадовић
Жарко Обрадовић (Иванград, 21. мај 1960) српски је политичар и универзитетски професор. Заменик је председника Социјалистичке партије Србије и бивши министар просвете у Влади Републике Србије.

## Биографија
Рођен је 21. маја 1960. године у Иванграду, данас Беранама. Дипломирао је на Факултету политичких наука у Београду, где је магистрирао и докторирао.
Од 1998. до 2000. године обављао је дужност заменика министра за локалну самоуправу у Влади Републике Србије, а у прелазној Влади од октобра 2000. до јануара 2001. године био је заменик министра за високо образовање. Народни посланик је од јануара 2001. године. Био је председник и заменик председника Посланичког клуба СПС-а у Народној скупштини Републике Србије. Заменик је председника Социјалистичке партије Србије од децембра 2006. године. Запослен је као професор на универзитету Мегатренд.
У фебруару 2022. именован је амбасадора Републике Србије при Организацији за европску безбедност и сарадњу (ОЕБС) и организацијама при УН у Бечу.

## Афера Мала матура
Дана 16. јуна 2013. на улицама Београда могла су се купити решења теста за пријемни испит из српског језика и књижевности. Полицијском анализом је утврђено је да су тестови оригинални и да је требало да буду коришћени на предстојећем пријемном испиту. Упркос противљења родитеља појединих ђака, пријемни је одржан, а Министарство је издало саопштење да се пријемни испит из матерњег језика неће понављати. Приликом припреме тестова из математике, министарство је ангажовало и полицију, али се и поред доброг обезбеђења на Интернету појавио тест из математике. Због ове афере државни буџет је оштећен за 3,6 милиона динара, колико кошта штампање тестова. По обављању пријемних испита, одржана је седница владе Републике Србије на којој је оцењено да је пријемни уређен по пропису и у складу са законским основама, али су дан касније поништена оба пријемна испита и одлучено је да се упис ђака обави на основу успеха оствареног током ранијег школовања, чиме су оштећени ученици који су поштено припремили и одрадили пријемни испит. Министар Обрадовић изјавио је да: "... ни ја као министар, ни моје колеге у министарству не бежимо од одговорности, али смо ми урадили свој део посла. И у односу на оно што је полиција установила и у односу на оно што је комисија донела, а донела је најбоље решење и за децу и за систем. Наше одговорности нема." Након ове изјаве у скупштини је сазван одбор за образовање, који су посланици владајуће коалиције бојкотовали, и актуелном министру је упућен апел да поднесе оставку. На седници председништва Социјалистичке партије Србије 31. јула 2013. године, руководство је донело одлуку да разреши дужности министра просвете Жарка Обрадовића.